# Xihoumen-broen

Xihoumen-broen er en hængebro bygget ved Zhoushan ø-gruppen, den største offshore ø-gruppe i Kina. Den blev færdiggjort før tid i december 2007 før den planlagte færdiggørelse i 2008 Det er den næstlængste hængebro regnet efter længden af center-spændet.
Den 5.3 kilometer lange broforbindelse har en 2.6 kilometer lang hovedbro med et spænd på 1.650 meter. 
Da den åbnede, var der kun en bro med en længere spændvidde, Akashi-Kaikyo-broen i Japan. Men der er adskillige andre broer under planlægning eller under konstruktion, som også vil blive længere.
Broen er bygget i Zhejiang provinsen til en pris af 2.48 billion yuan (cirka 300 millioner $). Konstruktionen begyndte i 2005, og den første trafik krydsede broen den 16. december 2007 kl 11:18  lokal tid.
Xihoumen-broen forbinder Jintang og Cezi-øens.  En anden planlagt bro, den 27 kilometer lange Jintang-bro, vil forbinde Jintang-øen og Zhenhai af Ningbo. De to broer er anden fase af et kæmpe projekt påbegyndt i 1999, som vil forbinde Zhoushan-øerne med hovedlandet med fem broer.  Konstruktionen af de andre tre broer er færdig.

## Eksterne links
- Xihoumen bridge images and location at Google Earth Arkiveret 19. maj 2011 hos  Wayback Machine
- "ZJ to build world's 2nd longest suspension bridge". Zhejiang Online. 4. marts 2005. Arkiveret fra originalen 14. maj 2012. Hentet 12. august 2008.
- diagrams and artist's depiction Arkiveret 10. april 2008 hos  Wayback Machine
- official announcement in People's Daily

30°03′47″N 121°54′59″Ø / 30.06306°N 121.9165°Ø